# Джаясінгаварман
Джаясінгаварман (д/н — 382) — 1-й магараджа індуїстської держави Таруманагара у 358—382 роках.

## Життєпис
За поширеною легендою 357 року під час вторгнення на південь магараджахіраджи Самудрагупти було повалено династію Саланкаяна в сучасному штаті Андхра-Прадеш. Представник цієї династії Джаясінгаварман втік на Яву, до держави Салаканагара. За іншою теорією він був представником династії Магамеґавагани, що також в цей час зазнало поразки від Самудрагупти. Можливо Саланкаяна з яванських переказів тотожня Магамеґаваганам.
Одружився з донькою девавармана VIII, раджи Салаканагари. 358 року після смерті останнього спадкував владу. Переніс столицю до новозаснованого міста Таруманагара, від якого відоме ім'я самої держави. Втім про його володарювання обмежені відомості.
Помер Джаясінгаварман 382 року. Йому спадкував син Дхармаяварман.